# Mechanitis simplex
Mechanitis simplex är en fjärilsart som beskrevs av Felix Bryk 1953. Mechanitis simplex ingår i släktet Mechanitis och familjen praktfjärilar. Inga underarter finns listade i Catalogue of Life.